# تروریسم در کلمبیا

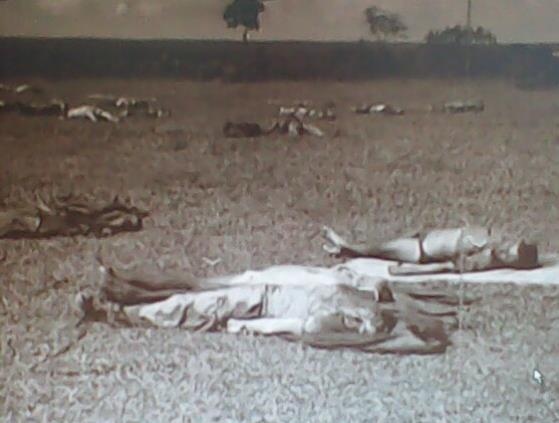
اعضای یونیفرم ارتش ملی کلمبیا در اوت 1996 توسط فارک کشته شدند. عکس در 1 سپتامبر در خرابه های زمین فوتبال پایگاه نظامی لاس دلیسیاس (پوتومایو) گرفته شده است، متعلق به آلبوم خانوادگی خانواده گومز اوسپینا.

تروریسم در کلمبیا (انگلیسی: Terrorism in Colombia) طی چند دهه گذشته بارها اتفاق افتاده است، که عمدتاً به دلیل درگیری‌های مسلحانه ای است که این کشور از سال ۱۹۶۴ درگیر آن بوده است. عاملان اقدامات تروریستی در کشور کلمبیا شامل نیروهای چریکی چپ مانند نیروهای مسلح انقلابی کلمبیا (FARC)، ارتش آزادیبخش ملی (ELN) و جنبش ۱۹ آوریل (M19) تا کارتل‌های مواد مخدر مانند کارتل مدلین، و تا نیروهای شبه نظامی راست مانند ای یو سی (AUC) می‌شوند.

## گروه‌های تروریستی
گروه‌های قابل توجه درگیر در حملات تروریستی عبارتند از:
- نیروهای مسلح انقلابی کلمبیا (FARC)
- ارتش آزادیبخش ملی (ELN)
- جنبش ۱۹ آوریل (M19)
- کارتل مدلین (Medellin Cartel)
- AUC

## اقدامات ضد تروریستی
در سال‌های اخیر تعدادی از تروریست‌های شناخته شده و مظنون کشته، اسیر و تسلیم شده‌اند که گروه‌های تروریستی بخاطر افزایش تلفات، تاکتیک‌های خود را تغییر دادند. نیروهای مسلح انقلابی کلمبیا به جای درگیری در مقیاس‌های بزرگ مجبور به توسل به تاکتیک بزن و دررو شدند.
در نوامبر ۲۰۱۱، نیروهای امنیتی رهبر فارک گیلرمو لئون سزان ورگاس را به قتل رساندند وی همچنین به عنوان آلفونسو کانو شناخته می‌شد.

## اقدامات مقابله و ساماندهی
کلمبیا برای مقابله با رادیکالیزه کردن و افراط گرایی خشونت‌آمیز از یک رویکرد چندگانه استفاده کرده است. برنامه دولت متمرکز بر تشویق انفرادی اعضای واحدهای نیروهای مسلح انقلابی کلمبیا (FARC) و ارتش آزادیبخش ملی (ELN) برای جدا شدن از گروه و بازگشت به زندگی عادی در جامعه است. برنامه‌های بازیابی و پیوستن مجدد همچنین با ارائه مراقبت‌های پزشکی، مشاوره روانکاوی، مزایای آموزشی و کمک جهت کاریابی همراه است. نرخ آزار و شکنجه توسط آژانس بازیابی کلمبیا بین ۱۰ تا ۲۰ درصد تخمین زده شده است. علاوه بر این، وزارت دفاع، مراسم جشن‌های عمومی و فستیوال‌های اجتماعی را با مشارکت هنرمندان مشهور برای ترغیب جوانان آسیب‌پذیر به عدم پیوستن به این گروه‌ها، راه اندازی کرده است.
در سال ۲۰۱۳، در مجموع ۱۳۵۰ عضو فارک و ارتش آزادی بخش از عضویت این گروه‌ها خارج شدند.

## حملات تروریستی

### ۲۰۱۱
- ۱۱ فوریه ۲۰۱۱ - پنج شهروند در سان میگوئل، پوتوماویو در یک حمله خمپاره ای کشته شدند. این خمپاره توسط تروریست‌های مظنون فارک شلیک شد و در کنار یک کودک پلیس فرود آمد.
- ۲۵ ژوئن ۲۰۱۱ - شورشیان مظنون به حمله به یک پاسگاه پلیس در کولون ژنووا نارینو، با استفاده از مواد منفجره و شلیک سلاح‌های سبک حمله کردند. هشت غیرنظامی کشته شدند.
- ۱۸ سپتامبر ۲۰۱۱ - چندین خمپاره به سمت پایگاه ارتش کلمبیا اداره متا در لامکرنا، شلیک شد. این حمله منجر به زخمی شدن چندین غیرنظامی شد.
- ۳۰ اکتبر ۲۰۱۱ - کاروان زرهی آلبیرو وانهگس، معاون رئیس مجلس نمایندگان، توسط تروریست‌های مشکوک به عضویت در ارتش آزادی بخش مورد حمله قرار گرفت. وانهگس آسیب ندید، ولی راننده او کشته شد.

### ۲۰۱۷
- در ماه ژوئن، در انفجاری در یک مرکز خرید ۳ نفر را کشته شدند. این حمله به عنوان یک حمله تروریستی محکوم شد.